# 有用微生物利活用推進議員連盟
有用微生物利活用推進議員連盟（ゆうようびせいぶつかつようすいしんぎいんれんめい）は、自由民主党を中心に結成される日本の超党派の議員連盟。
「EM菌による国づくりを国政レベルで推進できる議員連盟になること」を目指す。会長は自由民主党の野田毅、幹事長は自由民主党の平井卓也（2018年10月現在科学技術政策担当・宇宙政策担当大臣）。

## 概要
2013年12月3日に50名程度で発足。2018年現在は100人を超える規模となっている。

## 役員
会長
- 野田毅[1]

幹事長
- 平井卓也[3]

事務局責任担当
- 高橋比奈子[4]

## メンバー

### 衆議院議員

#### 自由民主党
- 磯﨑仁彦[5]
- 左藤章[6]
- 中村裕之[7]
- 後藤茂之
- 小島敏文[8]

### 参議院議員

#### 自由民主党
- 石田昌宏

## 脚註
1. 1 2  “有用微生物利活用推進議連 設立総会 | 野田たけしオフィシャルサイト”. 2018年12月17日閲覧。
2. ↑  “新・夢に生きる　比嘉照夫　ー有用微生物利活用議員連盟の発足ー”. www.ecopure.info. 2018年12月17日閲覧。
3. ↑  “安倍内閣：初入閣・平井科技担当相は「ＥＭ菌議連」幹事長”. 毎日新聞. 2018年12月17日閲覧。
4. ↑  “プロフィール｜高橋ひなこ　自由民主党岩手県第一選挙区支部”. takahashihinako.jp. 2018年12月17日閲覧。
5. ↑  “在職2年目通知表”. http://www.isozaki-yoshihiko.com/.   いそざき仁彦. 2018年12月17日閲覧。
6. ↑  “所属議員連盟一覧 | 衆議院議員 左藤章 公式ウェブサイト｜大阪2区 自民党”. 2018年12月17日閲覧。
7. ↑  “プロフィール”. 中村裕之オフィシャルWEBサイト. 2018年12月17日閲覧。
8. ↑  “小島 敏文　profile”. www.kojima-toshifumi.jp. 2018年12月17日閲覧。